# Tomasz Kędziora
Tomasz Karol Kędziora (Phát âm tiếng Ba Lan: [ˈtɔmaʂ ˈkarɔl kɛnˈd͡ʑɔra]; sinh ngày 11 tháng 6 năm 1994) là một cầu thủ bóng đá chuyên nghiệp người Ba Lan thi đấu tại Ukrainian Premier League cho câu lạc bộ Dynamo Kyiv và ĐTQG Ba Lan ở vị trí hậu vệ.

## Sự nghiệp câu lạc bộ

### Những ngày đầu
Ngay từ khi 4 tuổi, Tomasz Karol Kędziora bắt đầu tham gia học viện bóng đá trẻ của UKP Zielona Góra. Trong thời điểm đó anh đã được đào tạo bởi bố anh, Mirosław. Đến năm 2000, anh chính thức bắt đầu tập luyện cùng với cầu thủ cùng tuổi.
Vào tháng 07/2010, anh là một phần của đội UKP Zielona Góra tham gia vòng chung kết của giải vô địch trẻ của Ba Lan. Đội của anh được huấn luyện bởi bố anh và giành được huy chương đồng.

### Lech Poznań
Trước khi bắt đầu mùa giải 2010–11, Kędziora ký bản hợp đồng gia nhập nhà vô địch Ba Lan, Lech Poznań. Ban đầu, anh là một thành viên của đội trẻ của Lech, nơi mà anh đã thi đấu mùa giải 2010–11 với 20 trận đấu và ghi 2 bàn. Trong phần cuối của mùa giải 2011–12, anh được gọi lên đội một, nhưng vẫn chỉ được thi đấu ở đội trẻ, ra sân 20 lần và ghi 7 bàn thắng (bao gồm 5 bàn từ chấm penalty).
Vào 20/09/2011, Kędziora được điền tên vào đội của Lech để thi đấu vòng 1/16 Cúp quốc gia Ba Lan gặp Chrobry Głogów, nhưng anh vẫn không được ra sân. Vào 21/06/2012, Kędziora ký một bản hợp đồng mới dài 3 năm với đội bóng của Poznań, kéo dài tới 30/06/2015.
Kędziora có trận ra mắt cho đội một vào 12/07/2012 trong trận hòa 1–1 của vòng loại đầu tiên của Europa League với câu lạc bộ của Kazakhstan FC Zhetysu, vào sân ở phút thứ 90 thay cho Bartosz Ślusarski.
Vào 27/10/2012, Kędziora có trận ra mắt Ekstraklasa trong trận thua 2–0 trước Jagiellonia Białystok ở vòng 9, vào sân ở phút 62. Vào 20/09/2013, trong trận đấu tại Ekstraklasa với Pogoń Szczecin, anh đã dính phải một chấn thương với cơ đùi và chỉ trở lại vào 13/12 cho trận đấu gặp Zawisza Bydgoszcz. Vào 05/05/2014, anh ghi bàn đầu tiên tại giải vô địch quốc gia Ba Lan trong trận thắng 2–1 ở vòng 1/16 gặp Zawisza Bydgoszcz.
Kędziora ký một bản hợp đồng mới dài 3 năm với Lech Poznań vào 01/11/2015, kéo dài tới 30/06/2018. Trong mùa giải 2014–15, anh giành chức vô địch Ba Lan cùng cả đội, xuất hiện trong cả 35 trận, ghi 3 bàn và có được 6 kiến tạo.

### Dynamo Kyiv
Vào 11/07/2017, Kędziora ký bản hợp đồng dài 4 năm với câu lạc bộ của Ukraina Dynamo Kyiv.

### Quay lại Lech Poznań
Vào 07/03/2022, FIFA thông báo rằng vì sự xâm lược của Nga vào Ukraina, tất cả các bản hợp đồng của các cầu thủ ngoại quốc tại Ukraina sẽ bị tạm dừng cho đến 30/06/2022 và họ được quyền ký hợp đồng với các câu lạc bộ ngoài Ukraina cho đến 30/06/2022 và kỳ chuyển nhượng cũng sẽ được mở lại cho các cầu thủ trên để chuyển đến và đăng ký với các câu lạc bộ mới cho đến 07/04/2022. Vào 17/03/2022, Kędziora quay trở lại Lech Poznań cho tới hết mùa giải dưới điều kiện trên.

## Sự nghiệp quốc tế
Kędziora có được lần đầu tiên gọi lên ĐTQG Ba Lan cho các trận giao hữu gặp Gruzia và Hy Lạp vào tháng 06/2015. Nhưng phải đến trận đấu với Mexico vào 13/11/2017, anh mới có được trận ra mắt.
Trong tháng 05/2018, anh được điền tên trong danh sách sơ bộ 35 cầu thủ của ĐTQG Ba Lan chuẩn bị cho World Cup 2018 tổ chức tại Nga. Tuy nhiên, anh đã không vào được danh sách 23 cầu thủ cuối cùng.

## Thống kê sự nghiệp

### Câu lạc bộ
Tính đến 22/05/2022
| Câu lạc bộ             | Mùa giải            | Giải đấu                 | Giải VĐQG | Giải VĐQG | Cúp quốc gia | Cúp quốc gia | Châu lục | Châu lục | Khác | Khác | Tổng cộng | Tổng cộng |
| Câu lạc bộ             | Mùa giải            | Giải đấu                 | Trận      | Bàn       | Trận         | Bàn          | Trận     | Bàn      | Trận | Bàn  | Trận      | Bàn       |
| ---------------------- | ------------------- | ------------------------ | --------- | --------- | ------------ | ------------ | -------- | -------- | ---- | ---- | --------- | --------- |
| Lech Poznań            | 2012–13             | Ekstraklasa              | 8         | 0         | 0            | 0            | 1        | 0        | —    | —    | 9         | 0         |
| Lech Poznań            | 2013–14             | Ekstraklasa              | 14        | 1         | 0            | 0            | 2        | 1        | —    | —    | 16        | 2         |
| Lech Poznań            | 2014–15             | Ekstraklasa              | 35        | 3         | 5            | 0            | 4        | 1        | —    | —    | 44        | 4         |
| Lech Poznań            | 2015–16             | Ekstraklasa              | 24        | 0         | 4            | 0            | 9        | 1        | 1    | 1    | 38        | 2         |
| Lech Poznań            | 2016–17             | Ekstraklasa              | 36        | 1         | 7            | 1            | —        | —        | 1    | 0    | 44        | 2         |
| Lech Poznań            | Tổng cộng           | Tổng cộng                | 117       | 5         | 16           | 1            | 16       | 3        | 2    | 1    | 151       | 10        |
| Dynamo Kyiv            | 2017–18             | Ukrainian Premier League | 22        | 1         | 4            | 0            | 10       | 0        | –    | –    | 36        | 1         |
| Dynamo Kyiv            | 2018–19             | Ukrainian Premier League | 27        | 2         | 1            | 0            | 14       | 2        | 1    | 0    | 43        | 4         |
| Dynamo Kyiv            | 2019–20             | Ukrainian Premier League | 27        | 0         | 3            | 0            | 8        | 0        | 1    | 0    | 39        | 0         |
| Dynamo Kyiv            | 2020–21             | Ukrainian Premier League | 25        | 1         | 1            | 0            | 13       | 0        | 1    | 0    | 40        | 1         |
| Dynamo Kyiv            | 2021–22             | Ukrainian Premier League | 15        | 1         | 1            | 0            | 5        | 0        | 1    | 0    | 22        | 1         |
| Dynamo Kyiv            | Tổng cộng           | Tổng cộng                | 116       | 5         | 10           | 0            | 50       | 2        | 4    | 0    | 180       | 7         |
| Lech Poznań (cho mượn) | 2021–22             | Ekstraklasa              | 6         | 1         | 1            | 0            | —        | —        | —    | —    | 7         | 1         |
| Tổng cộng sự nghiệp    | Tổng cộng sự nghiệp | Tổng cộng sự nghiệp      | 239       | 11        | 27           | 1            | 66       | 5        | 6    | 1    | 338       | 18        |

1. 1 2 3 4  Trận tại UEFA Europa League
2. ↑  3 lần ra sân tại UEFA Champions League, 6 lần ra sân và 1 bàn thắng tại UEFA Europa League
3. 1 2  Ra sân tại Siêu Cúp Ba Lan
4. ↑  4 lần ra sân và 1 bàn thắng tại UEFA Champions League, 10 lần ra sân và 1 bàn thắng tại UEFA Europa League
5. 1 2 3 4  Ra sân tại Siêu Cúp Ukraina
6. ↑  2 lần ra sân tại UEFA Champions League, 6 lần ra sân tại UEFA Europa League
7. ↑  9 lần ra sân tại UEFA Champions League, 4 lần ra sân tại UEFA Europa League
8. ↑  5 lần ra sân tại UEFA Champions League

### Quốc tế
Tính đến 21/11/2023
| Đội tuyển   | Năm       | Trận | Bàn |
| ----------- | --------- | ---- | --- |
| ĐTQG Ba Lan | 2017      | 1    | 0   |
| ĐTQG Ba Lan | 2018      | 6    | 0   |
| ĐTQG Ba Lan | 2019      | 9    | 0   |
| ĐTQG Ba Lan | 2020      | 5    | 0   |
| ĐTQG Ba Lan | 2021      | 5    | 1   |
| ĐTQG Ba Lan | 2023      | 6    | 0   |
| Tổng cộng   | Tổng cộng | 32   | 1   |

Bàn thắng của Ba Lan ghi trước.
| Số | Ngày       | Sân                                | Đối thủ    | Tỷ số sau bàn thắng | Chung cuộc | Giải đấu                                                     |
| -- | ---------- | ---------------------------------- | ---------- | ------------------- | ---------- | ------------------------------------------------------------ |
| 1  | 09/10/2021 | Stadion Narodowy, Warszawa, Ba Lan | San Marino | 3–0                 | 5–0        | Vòng loại giải vô địch bóng đá thế giới 2022 khu vực châu Âu |

## Giải thưởng
Lech Poznań
- Ekstraklasa: 2014–15, 2021–22
- Siêu cúp Ba Lan: 2015, 2016

Dynamo Kyiv
- Ukrainian Premier League: 2020–21
- Ukrainian Cup: 2019–20, 2020–21
- Siêu cúp Ukraina: 2018, 2019, 2020[28]